# José Perácio
José Perácio Berjun (ur. 2 listopada 1917 w Nova Lima, zm. 10 marca 1977 w Rio de Janeiro) – brazylijski piłkarz występujący na pozycji napastnika, reprezentant Brazylii w latach 1938–1940, brązowy medalista Mistrzostw Świata 1938.

## Kariera klubowa
Karierę zaczynał w 1932 roku w Villa Nova AC z rodzinnego miasta. Później grał w Botafogo FR (1937-1940) i CR Flamengo (1941-1949). Z Villa Nova zwyciężał w Campeonato Mineiro (1933-35), z Flamengo w Campeonato Carioca (1942-44). Karierę kończył w 1951 roku w Canto do Rio FC.

## Kariera reprezentacyjna
W latach 1938–1940 zaliczył 6 oficjalnych występów w reprezentacji Brazylii, w których zdobył 4 gole. Podczas Mistrzostw Świata 1938, na których Brazylia wywalczyła brązowy medal, wystąpił w 4 meczach i strzelił 3 bramki